# Amphoe Ban Khai
Amphoe Ban Khai (in Thai: อำเภอ บ้านค่าย) ist ein Landkreis (Amphoe – Verwaltungs-Distrikt) in der Provinz Rayong. Die Provinz Rayong liegt im Osten der Zentralregion von Thailand.

## Geographie
Benachbarte Distrikte (von Westen im Uhrzeigersinn): die Amphoe Nikhom Phatthana, Pluak Daeng, Wang Chan und Mueang Rayong. Alle Distrikte gehören zur Provinz Rayong.

## Geschichte
Als 1767 Ayutthaya, die Hauptstadt von Siam, durch die Burmesen zerstört worden war, sammelte der spätere König Taksin seine Truppen bei Chanthaburi, um hier eine Militärbasis zu errichten, von der aus der Widerstand gegen Burma ausgeführt werden konnte. Auf dem Weg nach Chanthaburi errichtete er ein Nachtlager (Thai: khai – ค่าย) auf dem Gebiet des heutigen Ban Khai.
Ban Khai wurde 1902 zu einem Landkreis der Provinz Rayong.

## Ausbildung
Im Amphoe Ban Khai befindet sich der Nebencampus Rayong des King Mongkut’s University of Technology North Bangkok.

## Verwaltung

### Provinzverwaltung
Der Landkreis Ban Khai ist in sieben Tambon („Unterbezirke“ oder „Gemeinden“) eingeteilt, die sich weiter in 66 Muban („Dörfer“) unterteilen.
| Nr. | Name        | Thai      | Muban | Einw.  |
| --- | ----------- | --------- | ----- | ------ |
| 01. | Ban Khai    | บ้านค่าย    | 07    | 07.927 |
| 02. | Nong Lalok  | หนองละลอก | 11    | 12.745 |
| 03. | Nong Taphan | หนองตะพาน | 06    | 03.775 |
| 04. | Ta Khan     | ตาขัน      | 09    | 08.021 |
| 05. | Bang But    | บางบุตร    | 12    | 10.270 |
| 06. | Nong Bua    | หนองบัว    | 11    | 12.918 |
| 07. | Chak Bok    | ชากบก     | 10    | 08.259 |

### Lokalverwaltung
Es gibt drei Kommunen mit „Kleinstadt“-Status (Thesaban Tambon) im Landkreis:
- Ban Khai Phatthana (Thai: เทศบาลตำบลบ้านค่ายพัฒนา) bestehend aus Teilen des Tambon Ban Khai.
- Chak Bok (Thai: เทศบาลตำบลชากบก) bestehend aus dem kompletten Tambon Chak Bok.
- Ban Khai (Thai: เทศบาลตำบลบ้านค่าย) bestehend aus den Teilen der Tambon Ban Khai, Nong Lalok.

Außerdem gibt es fünf „Tambon-Verwaltungsorganisationen“ (องค์การบริหารส่วนตำบล – Tambon Administrative Organizations, TAO)
- Nong Lalok (Thai: องค์การบริหารส่วนตำบลหนองละลอก) bestehend aus Teilen des Tambon Nong Lalok.
- Nong Taphan (Thai: องค์การบริหารส่วนตำบลหนองตะพาน) bestehend aus dem kompletten Tambon Nong Taphan.
- Ta Khan (Thai: องค์การบริหารส่วนตำบลตาขัน) bestehend aus dem kompletten Tambon Ta Khan.
- Bang But (Thai: องค์การบริหารส่วนตำบลบางบุตร) bestehend aus dem kompletten Tambon Bang But.
- Nong Bua (Thai: องค์การบริหารส่วนตำบลหนองบัว) bestehend aus dem kompletten Tambon Nong Bua.

## Sport
Der Fußballklub Bankhai United FC ist in der Stadt beheimatet.